# Ditaeniella grisescens
Ditaeniella grisescens är en tvåvingeart som först beskrevs av Johann Wilhelm Meigen 1830.  Ditaeniella grisescens ingår i släktet Ditaeniella, och familjen kärrflugor. Enligt den finländska rödlistan är arten otillräckligt studerad i Finland. Arten är reproducerande i Sverige. Artens livsmiljö är stränder.